# 尖锥芋螺
尖锥芋螺（学名：Conus aculeiformis），是新腹足目芋螺科芋螺属的一种。主要分布于中国大陆，常栖息在潮下带。